# Blastobasis fidella
Blastobasis fidella é uma espécie de mariposa do gênero Blastobasis pertencente à família Coleophoridae.